# 雷平 (1974年)
雷平（1974年3月—），男，湖北公安人，中华人民共和国老年病学家、政治人物。2023年开始担任国家药品监督管理局副局长。

## 生平
1992年至1997年就读于湖北医学院咸宁分院（今湖北科技学院）临床医学专业。2000年硕士毕业于武汉大学医学院神经解剖专业。2006年博士毕业于天津医科大学神经外科专业，留天津医科大学总医院神经外科从事临床工作。2010年开始从事老年医学临床和干部保健工作。曾任天津医科大学总医院副院长兼保健医疗部（老年病科）主任，天津市老年病学研究所常务副所长兼老年神经损伤与退变研究室主任等职。2018年2月，任天津市卫生和计划生育委员会（2018年11月改称天津市卫生健康委员会）副主任。2019年5月，任天津医科大学总医院院长。2020年，武汉市暴发新冠肺炎疫情后，雷平受命担任天津对口支援恩施前方指挥部副总指挥，分管医疗救治组和疾控组。
2020年8月，任天津医科大学副校长。2021年7月，升任校长。2023年2月，任天津市卫生健康委员会主任，兼天津市中医药管理局局长、天津市爱国卫生运动委员会办公室主任。2023年5月11日，任国家药品监督管理局副局长。

## 社会兼职
- 天津市第十四届政协委员
- 天津市第十八届人民代表大会代表、教育科学文化卫生委员会委员
- 天津市医师协会老年医学科医师分会会长
- 中华医学会老年医学分会副秘书长
- 中国医师协会老年医学科医师分会副会长
- 中华医学会老年医学分会第十届委员会委员